# Људевит Мичатек
Др Људевит Мичатек (svk. Ľudovít Mičátek; Кисач, 1878 — Беч, 6. јул 1928) био је словачки адвокат, национални радник, један од председника Велике народне скупштине и први председник Чехословачког савеза у Југославији.

## Биографија
Право је студирао у Прешову, Дебрецину и Будимпешти. По завршетку студија 1902. године долази у Нови Сад и отвара адвокатску канцеларију. Као адвокат је заступао и бранио права Словака, али и припадника других националности.
Заједно са колегом адвокатом др Милошем Крном покренуо је лист Dolnozemský Slovák, политичко-друштвено гласило војвођанских Словака. Лист је заступао идеје Милана Хоџе, великог борца за словачко национално питање у Аустроугарској.
Године 1912. Мичатек је оженио учитељицу из Старе Пазове Штефанију Михалец, пореклом из Тренчина. Њен отац, Карол Михалец, био је братанац Људевита Штура.
На Великој народној скупштини у Новом Саду 25. новембра 1918. године (чији је био један од председника) изабран је за посланика Великог народног савета, заједно са још тројицом Словака - Зденком Крном, Јаном Буљиком, Јаном Груњиком и Самуелом Штаркеом.
Мичатек је изабран за првог председника Чехословачког савеза у Југославији 1921. године. Такође је био активан и у економско-финансијским институцијама и у цркви. Супруга Штефанија у Новом Саду је у више наврата режирала аматерске представе на словачком.
Пошто је 1928. године Мичатек преминуо његова супруга остала је сама са седморо деце. Вратила се у Тренчин код мајке, а у одгајању деце јој је помагала неудата сестра Емилија Михалец.

## Породица
Отац Мичатека био је Јан Бранислав Мичатек, национални радник из Кисача. Старији брат, кисачки учитељ Владимир Мичатек, је на словачки преводио бројне српске књижевнике са подручја Војводине а сестра Ержика бавила се преводилаштвом, књижевним радом и била је председница Централног савеза чехословачких жена у Краљевини Срба, Хрвата и Словенаца.